# Campeonato de Francia de Rugby 15 1942-43
El Campeonato de Francia de Rugby 15 1942-43 fue la 44.ª edición del Campeonato francés de rugby, la principal competencia del rugby galo.
El campeón del torneo fue el equipo de Bayonne quienes obtuvieron su tercer campeonato.

## Desarrollo

### Zona Norte

#### Cuartos de final
| enero de 1943 | Bayonne | 9 - 8 | Stade Français |  |  |

| enero de 1943 | US Metro | 3 - 0 | Boucau Stade |  |  |

| enero de 1943 | CASG Paris | 6 - 3 | Stade Bordelais |  |  |

| enero de 1943 | Biarritz | 8 - 5 | US Cognac |  |  |

#### Semifinal
| febrero de 1943 | Bayonne | 18 - 9 | US Metro |  |  |

| febrero de 1943 | CASG Paris | 11 - 10 | Biarritz |  |  |

#### Final Zona Norte
| marzo de 1943 | Bayonne | 33 - 0 | CASG Paris |  |  |

### Zona Sur

#### Cuartos de final
| enero de 1943 | Agen | 10 - 3 | Toulouse Olympique |  |  |

| enero de 1943 | Grenoble | 0 - 0 Avanza Perpignan | Perpigan |  |  |

| enero de 1943 | Montferrand | 6 - 0 | Bressane |  |  |

| enero de 1943 | Catalan Perpignan | 11 - 4 | Montpellier |  |  |

#### Semifinal
| febrero de 1943 | Agen | 11 - 0 | Perpignan |  |  |

| febrero de 1943 | Montferrand | 13 - 12 | Catalan Perpignan |  |  |

#### Final Zona Sur
| marzo de 1943 | Agen | 8 - 3 | Montferrand |  |  |

### Final
| 21 de marzo de 1943 | Bayonne | 3 - 0   | Agen | Parc des Princes, París |  |
|                     |         | Reporte |      |                         |  |

| Bandera de Francia |
| Campeón Bayonne    |
| Tercer título      |